# Институт за кардиоваскуларне болести Дедиње
Институт за кардиоваскуларне болести Дедиње је здравствена, наставна и научно-истраживачка установа са седиштем у Београду. Од оснивања 1973. године, болница је израсла у водећи кардиоваскуларни центар у Републици Србији и препознатљив у свету.
У марту 2022. године, отворена је нова зграда института Дедиње 2.  На 14.000 квадратних метара у најсавременијим условима се лече оболели од кардиолошких и васкуларних болести. У изградњу новог дела Дедиња Влада Републике Србије је уложила 42.8 милиона евра, од којих је више од 15 милиона инвестирано у најмодернију опрему.
Фебруара 2025. Институт је одликован Орденом Светог Саве.

## Медицински програми
- Кардиологија
- Интервентна радиологија
- Кардиохирургија
- Хирургија аорте
- Лечење срчане инсуфицијенције
- Васкуларна хирургија
- Анестезија и интензивна нега
- Трансплантација органа

## Организационе целине Института
- Клиника за кардиологију
- Клиника за кардиохирургију
- Клиника за васкуларну хирургију
- Клиника за анестезију и интензивну негу
- Центар за инвазивну кардиоваскуларну дијагностику и терапију
- Одељење за трансфузију и патологију крви
- Одељење за патологију и имунологију
- Одељење за клиничку фармакологију
- Центар за трансплантацију
- Центар за кардиоваскуларна истраживања „Др Александар Д. Поповић“
- Администрација

## Историјат
Иако су прве идеје о развоју кардиоваскуларне хирургије зачете још раних шездесетих година прошлог века, до реализације саме идеје је дошло тек 1973. године када је данашњи Институт за кардиоваскуларне болести “Дедиње” почео са радом као једно од одељења Клинике за општу хирургију КБЦ “Др Драгиша Мишовић”. Нова зграда, у којој почиње са радом тадашњи Завод за кардиоваскуларну хирургију, завршена је крајем 1977. године, захваљујући проф. др Либору Хејхалу и тадашњем градоначелнику Београда Бранку Пешићу. Први директор Завода био је прим. др Драгољуб Адамов, а првобитни састав чинило је 60 запослених. Током 1985. године Завод се у потпуности функционално издваја из састава КБЦ “Др Драгиша Мишовић”. Установа од 1993. наставља рад под именом Институт за кардиоваскуларне болести “Дедиње”, под којим именом ради и данас — Кардиохирургија.
Одељење кардиохирургије основано је са неколико соба на 3. спрату, а за првог шефа одељења именован је прим. др Драгољуб Адамов. Почело се са операцијама на венском систему да би се убрзо почели радити оперативни захвати на артеријама. Број лечених и оперисаних пацијената је непрекидно растао, па се наметнуло као неопходно решење изградња посебне специјализоване установе која би се бавила дијагностиком и лечењем кардиоваскуларних болесника. Завод стиче завидан углед у медицинским круговима. Многи светски експерти су као гости учествовали у дијагностичким процедурама или оперисали пацијенте уз асистенцију лекара из Завода (Л. Hejhal, Р. Hackee, Ф. Von der Emde, А. Carpanter, Y. Chavaouh).
Лекари су у потпуности овладали и компликоване операције реваскуларизације и хирургије срчаних залистака. Тадашњи Завод за кардиоваскуларне болести се 1985. године у потпуности функционално одваја од КБЦ “Др Драгиша Мишовић”. У току 1986. године прим. др Драгољуб Адамов одлази у пензију, а на место директора Института именован је проф. др Михаило Вучинић, који на тој функцији остаје до пензионисања 1992. године. Као гости на Институту бораве и оперишу велика имена из области кардиохирургије: Дудлеy Јохнсон, Геоге Реул, Доналд Росс, Андзеј Дзиаткоњиак. У току 1992. године на чело Института долази проф. др Милован Бојић.
У току 1995. направљене су и прве трансплантације срца и јетре. Уз помоћ стручњака са Теxас Хеарт Институте (Х. Фрасиер) на Институту се први пут на овим просторима имплантира хеарт-мате као привремено механичко срце за период до планиране трансплантације. И даље је веома жива међународна сарадња.
Током 2000. године на чело Института долази проф. др Бошко Ђукановић који посебно шири репертоар у области хирургије аорте, тако да је Институт у тој области водећа установа у целом региону.
Васкуларна хирургија
Одељење за васкуларну хирургију Опште болнице “Др Драгиша Мишовић” је започело са радом 1973. године, а први начелник је био прим. др Драгољуб Адамов. Несебичну помоћ у развоју одељења васкуларне хирургије у том почетном периоду пружио је проф. др Либор Хејхал из
Института ИКЕМ у Прагу, како својим непосредним учешћем, тако и усавршавањем наших лекара у Прагу. Прве операције су извођене на површном и дубоком венском систему, а убрзо и на магистралним артеријама врата и екстремитета, док су хируршки захвати на висцералним артеријама уведене касније.
Пресељење у нову зграду 1977. године је донело значајно повећање обима и комплексности хируршких процедура. У периоду 1977-1992. на челу васкуларне хирургије налазио се прим. др Миодраг Јевремовић, а након тога на његово место долази академик проф. др Ђорђе Радак, који је обављао ту функцију до 2019. године.
Почетком деведесетих година прошлог века, уведене су савремене дијагностичке и терапијске хируршке процедуре, укључујући отворене хируршке интервенције за лечење портне хипертензије и трансплантациону хирургију јетре и панкреаса. Прве успешне трансплантације су урађене 1995. године. Еверзиона каротидна ендартеректомија је уведена као стандард у хируршком лечењу каротидне болести. Три деценије касније урађено је више од 18000 ових операција, уз натпросечне резултате на нивоу најбољих светских центара.
Сарадња са искусним инвазивним радиолозима нашег института је довела до развоја различитих ендоваскуларних интервенција у лечењу абдоминалне аорте, каротидних и периферних артерија. Прва имплантација аортног стентграфта је урађена 2004. године, након чега број ових процедура стабилно расте на годишњем нивоу, уз одличне резултате.
Клиника за васкуларну хирургију је прва и једина државна установа, која пацијентима омогућава модерно лечење хроничне венске болести методом ендовенске ласерске аблације (EVLA). Прву интервенцију је извео доц. др Предраг Матић у априлу 2019. године, а минимално инвазивна природа овог захвата привлачи све више пацијената.
Од 2019. године управник Клинике за васкуларну хирургију је проф. др Ненад Илијевски, који је своје прве хируршке кораке начинио 1988. године, управо на клиници којом сада руководи.
Кардиологија и радиологија
У периоду 1973-1977. година основна делатност оба одељења је била дијагностика и припрема болесника који су подвргавани васкуларној хирургији, као и њихово даље вођење у постоперативном току. Прва артериографија је урађена 1976. године, а исте године су успешно уведене флебографија и спленопортографија. Пресељењем у нову зграду су знатно проширене техничке могућности ова два одељења јер је набављен тада најсавременији рендгенски апарат. Прва коронарографија је урађена 1977. године.
Као логичан наставак увођења најсавременијих метода лечења у децембру месецу 1981. године урађена је прва перкутана коронарна ангиопластика. Годину дана раније су др Ђуришић и др Грујичић урадили сличну интервенцију на феморалној артерији. Посебно место у историји српске инвазивне кардиологије заузима др Урош Бабић који је својим иновативним приступом, у светским размерама, значајно унапредио лечење болесника са митралном стенозом и дефектом атријалног септума. Др Бабић је у периоду 1985-1989. година развио оригиналне методе лечења ових болесника и по први пут у свету их је, заједно са др Грујичићем, користио у рутинској клиничкој пракси. Први стент су 1990. године уградили у феморалну артерију др Грујичић и др Ђуришић, а шест година касније су први стент у коронарну артерију уградили проф. др Драган Сагић и проф. др Милутин Мирић. Прекретницу у даљем развоју кардиологије и радиологије представља усељење у нову зграду 1996. године, чиме су значајно повећани смештајни и дијагностичко-терапијски капацитети.
2004. имплантиран први аортни стент графт (проф. др Сагић, др Антонић, Проф. др Радак). Прву имплантацију трајног пејсмејкера (тип ВВИ) на је урадио прим. др Драгољуб Адамов 1966. године. Др Лазар Ангелков је 1997. године урадио прву имплантацију кардиовертер дефибрилатора, а 1998. године и прву имплантацију мултисите пејсмејкера за срчану слабост. Прву радиофреквентну аблацију на Институту је 1994. године урадио проф. др К.Х. Питсцхнер из Бад Наухајма (Немачка), а након њега су овом процедуром овладали доктори Вукајловић и Ангелков. Ултразвучна дијагностика срца (ехокардиографија) ради се од 1985. године.